# Tournoi de Linares

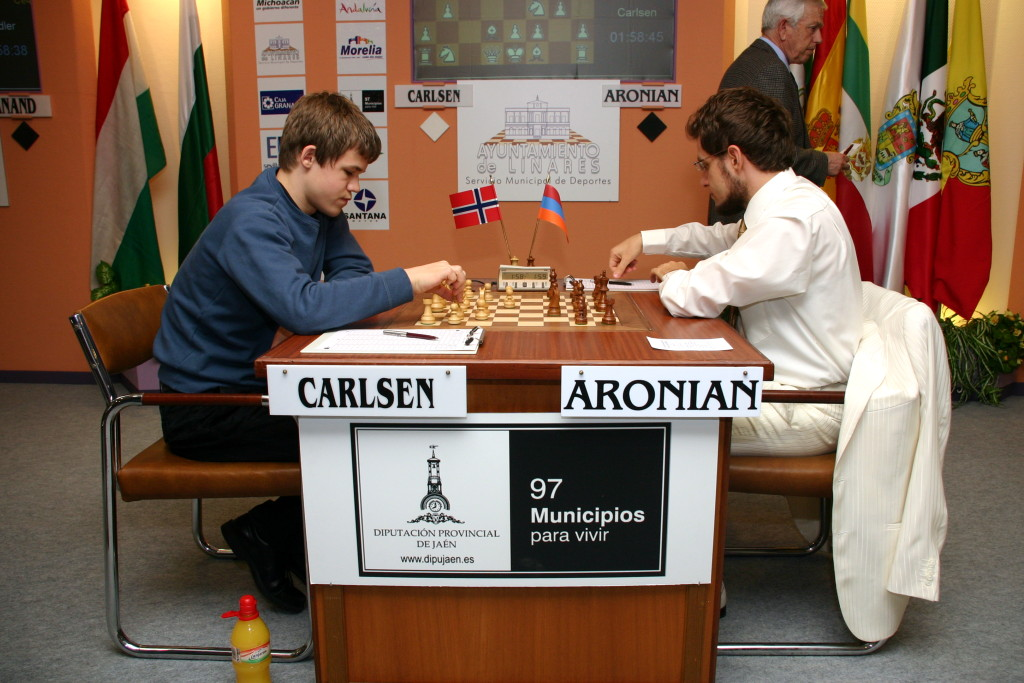
Magnus Carlsen face à Levon Aronian au tournoi de Linares 2007.

Le Tournoi de Linares (Torneo Internacional de Ajedrez “Ciudad de Linares”) est un tournoi d'échecs créé en 1978 et arrêté en 2010. Il était, avec les tournois de Hastings et de Wijk aan Zee, l'un des plus prestigieux tournois de l'histoire des échecs.
De 1998 à 2010, il se déroulait chaque année, de fin février à mi-mars, dans la ville de Linares en Andalousie sous la forme d'un tournoi à deux tours entre six et huit joueurs, à l'exception des tournois de 2006 à 2008 où le premier tour — les sept premières rondes — eurent lieu à Morelia au Mexique.
Ce tournoi est parfois surnommé le « Wimbledon des échecs ». Garry Kasparov a remporté le tournoi neuf fois sur quatorze participations, de 1990 à 2005.

## Historique

### Débuts (1978-1987)
Le tournoi, organisé par Luis Rentero, a été créé en 1978. La première édition n'accueillait pas encore l'élite mondiale : c'était un tournoi de catégorie 5 (moyenne Elo comprise entre 2351 et 2375) ; il y avait un joueur suédois, un Argentin, un Colombien et sept Espagnols. Le vainqueur fut le Suédois Jaan Eslon (vainqueur au départage).
Par la suite, jusqu'en 1985, le tournoi fut organisé les années impaires seulement, toujours sur invitation. En 1979, le vice-champion du monde Viktor Kortchnoï participa, ce qui classa le tournoi en catégorie IX, mais empêcha la participation de joueurs soviétiques. En 1981, le champion du monde Anatoli Karpov participa et remporta au départage le tournoi qui fut classé en catégorie XIII. Viktor Kortchnoï, qui participa deux fois (en 1979 et 1985), est le joueur qui a le plus grand pourcentage de parties remportées (onze sur vingt-deux) (+11 -5 =6).
L'année 1983, le tournoi était une catégorie XV et vit la victoire de Boris Spassky devant Karpov, Andersson, Miles, Sax, Youssoupov, Geller, Hort, Timman, Seirawan et Larsen. En 1985, Karpov qui venait de terminer son match marathon contre Kasparov, ne put participer et Luis Rentero refusa le joueur que la fédération soviétique envoya à sa place, ce qui fit tomber le tournoi en catégorie XIV. Le tournoi se déroula sous la neige.
En 1987, le tournoi fut exceptionnellement remplacé par la finale des Candidats entre Anatoli Karpov et Andreï Sokolov, pour déterminer qui affronterait ensuite le champion du monde en titre, Garry Kasparov.

### 1988-1997
De 1988 à 2010, le tournoi eut lieu chaque année, hormis en 1996 où il a été remplacé par la finale du Championnat du monde féminin.
Le champion du monde Garry Kasparov participa pour la première fois au tournoi en 1990, et, jusqu'en 2005, il ne fut absent que de l'édition de 1995 qui fut remportée par Vassili Ivantchouk. En 1991, Ivantchouk, qui avait déjà devancé Karpov lors de l'édition de 1989, fut le premier joueur de l'histoire à battre dans un même tournoi Karpov et Kasparov, de très loin les deux plus forts joueurs de l'époque.
Anatoli Karpov réalisa, en 1994, un départ en trombe avec 6 victoires sur 6. Il termina l'épreuve avec 9 victoires en 13 parties et aucune défaite (11 points sur 13), laissant son rival Kasparov à 2,5 points (8,5 points sur 13) et réalisant une performance Elo de 2 976.

### 1998-2010
Depuis 1998, le tournoi est organisé en tournoi à deux tours (c'est-à-dire que chaque joueur rencontre ses adversaires deux fois, une fois avec les Blancs, une fois avec les Noirs), opposant entre six et huit participants. Avant cette période, le tournoi voyait une douzaine de joueurs s'affronter en simple ronde, chacun jouant une fois contre chaque autre joueur.
Kasparov a disputé toutes les éditions de 1997 à 2005. Il réalisa quatre victoires consécutives de 1999 à 2002 et remporta également les éditions de 1997 et 2005 après celles de 1990, 1992 et 1993. Il fut invaincu à Linares de 1998 à 2002 ainsi qu'en 1992, 1993 et 2004.
En 2001, les deux nouveaux champions du monde Kramnik (« classique ») et Anand (FIDE) refusèrent de participer au tournoi de Linares. Le tournoi vit le retour de Karpov à Linares après six ans d'absence (dernière apparition en 1995) et la catégorie du tournoi chuta de 21 à 19. Kasparov remporta le tournoi avec trois points d'avance (7,5 points sur 10 contre 4,5 points sur 10 pour Karpov et les autres participants).

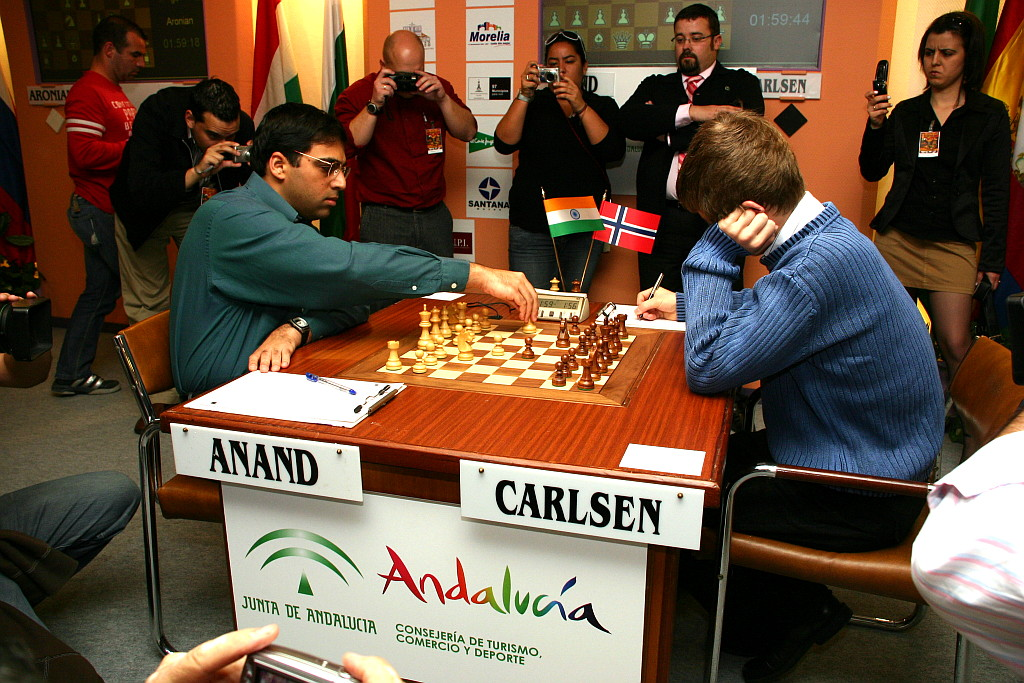
Viswanathan Anand face à Magnus Carlsen à Linares en 2007.

En 2005, à l'issue du tournoi et après sa neuvième victoire, Kasparov annonça sa retraite des tournois d'échecs.
De 2006 à 2008, les 7 premières rondes eurent lieu à Morelia, au Mexique, les 7 rondes suivantes se déroulant à Linares.
Luis Rentero est connu pour être un opposant farouche aux nulles rapides aux échecs, dites « nulles de salon », à tel point qu'il alla jusqu'à offrir des prix spéciaux en liquide à ceux qui joueraient les parties les plus longues. À Linares, le système de départage est traditionnellement le nombre de victoires sauf pour les premières éditions.
Le tournoi de Linares a été classé cinq fois en catégorie XXI (la catégorie la plus forte atteinte par les tournois jusqu'en 2009) : en 1998, 2000, 2008, 2009 et 2010.

## Palmarès

### Multiples vainqueurs
9 titres
Garry Kasparov (en 1990, 1992, 1993, 1997, de 1999 à 2002 et en 2005)
3 titres
- Vassili Ivantchouk (en 1989, 1991 et 1995)
- Viswanathan Anand (en 1998, 2007 et 2008)

2 titres
- Anatoli Karpov (en 1981 et 1994)
- Vladimir Kramnik (en 2000 et 2004)

### 1978-1997: tournois en simple ronde
| Année                                                                                 | Vainqueur           | Deuxième(s)                                              | Troisième(s)                    | Nombre de participants | Catégorie | Notes                                                                        |
| ------------------------------------------------------------------------------------- | ------------------- | -------------------------------------------------------- | ------------------------------- | ---------------------- | --------- | ---------------------------------------------------------------------------- |
| 1978                                                                                  | Jaan Eslon          | Roberto Debarnot                                         | Ochoa de Echaguen               | 10                     | V         |                                                                              |
| 1979                                                                                  | Larry Christiansen  | Viktor Kortchnoï, Manuel Rivas Pastor Oscar Castro Rojas |                                 | 12                     | IX        |                                                                              |
| 1981                                                                                  | Anatoli Karpov      | Larry Christiansen (ex æquo)                             | Bent Larsen                     | 12                     | XIII      | Karpov vainqueur au départage                                                |
| 1983                                                                                  | Boris Spassky       | Anatoli Karpov Ulf Andersson                             |                                 | 11                     | XV        |                                                                              |
| 1985                                                                                  | Ljubomir Ljubojević | Robert Hübner (ex æquo)                                  | Lajos Portisch Viktor Kortchnoï | 12                     | XIV       | Ljubojevic vainqueur au départage.                                           |
| En 1987, le tournoi fut remplacé par la finale des candidats entre Karpov et Sokolov. |                     |                                                          |                                 |                        |           |                                                                              |
| 1988                                                                                  | Jan Timman          | Aleksandr Beliavski                                      | Arthur Youssoupov               | 12                     | XV        |                                                                              |
| 1989                                                                                  | Vassili Ivantchouk  | Anatoli Karpov                                           | Ljubomir Ljubojević             | 11                     | XVI       |                                                                              |
| 1990                                                                                  | Garry Kasparov      | Boris Guelfand                                           | Valeri Salov                    | 12                     | XVI       | Début de Kasparov                                                            |
| 1991                                                                                  | Vassili Ivantchouk  | Garry Kasparov                                           | Aleksandr Beliavski             | 14                     | XVII      |                                                                              |
| 1992                                                                                  | Garry Kasparov      | Vassili Ivantchouk Jan Timman                            |                                 | 14                     | XVII      |                                                                              |
| 1993                                                                                  | Garry Kasparov      | Anatoli Karpov Viswanathan Anand                         |                                 | 14                     | XVIII     |                                                                              |
| 1994                                                                                  | Anatoli Karpov      | Garry Kasparov Alekseï Chirov                            |                                 | 14                     | XVIII     | Performance record de Karpov (+9 =4) 4e : Bareïev 5e-6e : Lautier et Kramnik |
| 1995                                                                                  | Vassili Ivantchouk  | Anatoli Karpov                                           | Alekseï Chirov Veselin Topalov  | 14                     | XVII      | Kasparov était absent                                                        |
| En 1996, le tournoi fut remplacé par le championnat du monde féminin.                 |                     |                                                          |                                 |                        |           |                                                                              |
| 1997                                                                                  | Garry Kasparov      | Vladimir Kramnik                                         | Michael Adams Veselin Topalov   | 12                     | XIX       |                                                                              |

### 1998 à 2010: tournois à deux tours
| Année | Vainqueur(s)                         | Deuxième(s)                                                                    | Troisième(s)                                                      | Joueurs | Catégorie | Notes                                                                                                   |
| --- | ------------------------------------ | ------------------------------------------------------------------------------ | ----------------------------------------------------------------- | ------- | --------- | --- |
| 1998 | Viswanathan Anand                    | Alexeï Chirov                                                                  | Garry Kasparov, Vladimir Kramnik                                  | 7       | XXI       | |
| 1999 | Garry Kasparov                       | Vladimir Kramnik, Viswanathan Anand                                            |                                                                   | 8       | XX        | |
| 2000 | Garry Kasparov, Vladimir Kramnik     |                                                                                | Péter Lékó, Viswanathan Anand, Aleksandr Khalifman Alekseï Chirov | 6       | XXI       | Quatre joueurs finirent ex æquo à la troisième et dernière place                                        |
| 2001 | Garry Kasparov                       | Judit Polgár, Anatoli Karpov, Alekseï Chirov, Peter Lékó Aleksandr Grichtchouk |                                                                   | 6       | XIX       | Anand et Kramnik étaient absents.Cinq joueurs finirent ex æquo à la deuxième et dernière place          |
| 2002 | Garry Kasparov                       | Ruslan Ponomariov                                                              | Vassili Ivantchouk, Viswanathan Anand, Michael Adams              | 7       | XX        | |
| 2003 | Péter Lékó (au départage)            | Vladimir Kramnik                                                               | Garry Kasparov Viswanathan Anand                                  | 7       | XX        | Lékó vainqueur au départage (nombre de victoires)                                                       |
| 2004 | Vladimir Kramnik                     | Garry Kasparov, Péter Lékó                                                     |                                                                   | 7       | XX        | |
| 2005 | Garry Kasparov (au départage)        | Veselin Topalov                                                                | Viswanathan Anand                                                 | 7       | XX        | Dernière participation de Kasparov, vainqueur au départage (nombre de victoires avec les pièces noires) |
| 2006 | Levon Aronian                        | Veselin Topalov, Teimour Radjabov                                              |                                                                   | 8       | XX        | Les sept premières rondes avaient lieu à Morelia au Mexique                                             |
| 2007 | Viswanathan Anand                    | Magnus Carlsen, Aleksandr Morozevitch                                          |                                                                   | 8       | XX        | Les sept premières rondes avaient lieu à Morelia au Mexique                                             |
| 2008, | Viswanathan Anand                    | Magnus Carlsen                                                                 | Levon Aronian, Veselin Topalov                                    | 8       | XXI       | Les sept premières rondes avaient lieu à Morelia au Mexique                                             |
| 2009 | Aleksandr Grichtchouk (au départage) | Vassili Ivantchouk                                                             | Magnus Carlsen                                                    | 8       | XXI       | Grichtchouk vainqueur au départage (nombre de victoires)                                                |
| 2010, | Veselin Topalov                      | Aleksandr Grichtchouk                                                          | Levon Aronian                                                     | 6       | XXI       | 4e-6e : Vallejo Pons, Guelfand et Gashimov (4/10)                                                       |
| En 2011, le tournoi est dans un premier temps décalé à la fin de l'année, puis est définitivement annulé. |                                      |                                                                                |                                                                   |         |           | |